# بسيطات الساق
بسيطات الساق (الاسم العلمي: Haplocnemata) هي أصنوفة من العنكبوتيات تتبع تحت طائفة جوالات الأرجل.

## التصنيف
- العناكب الجملية
  - الراغودات
    - الراغودة